# Dag Stranneby
Dag Stranneby, född 1955 i Örebro. Professor vid Örebro universitet sedan 1999, enhetschef vid institutionen för Naturvetenskap och Teknik.   
Stranneby blev civilingenjör i elektroteknik vid Chalmers tekniska högskola 1980, teknologie licentiat 1991 i teletransmissionsteori vid Kungliga Tekniska högskolan (KTH) på ämnet Error correction of corrupted binary coded data, using Neural Networks. Teknologie doktor 1996 i radiosystemteknik vid Kungliga Tekniska högskolan på avhandlingen Power and frequency assignment in HF radio Networks.
Under perioden 1980-1981 forskningsingenjör vid institutionen för talöverföring och musikakustik, KTH, 1981-1986 utvecklingsingenjör vid Bofors AB och Nobel Elektronik AB. Perioden 1986-1995 utvecklingschef vid Svensk Impulsfysik AB och Trienta Communications AB, 1996-1999 sektionschef/teknisk utredare vid Bofors Missiles AB. Undervisar sedan 2015 även på YH-utbildningar i Karlskoga. Han arbetar med egna företag: Ingenjörsbyrån Dag Stranneby AB och Pariception AB.
Hans yrkesmässiga intressen spänner över områdena: Signaler och system, tillämpad elektromagnetisk fältteori, elektrostatiska urladdningar (ESD), modellering och simulering, ljudteknik, samt astronomi. Tilldelades Ångpanneföreningens forskningsstiftelse pris för framstående insatser inom teknisk utbildning 2006.
Dag Stranneby är politiskt aktiv i Moderaterna i Lekebergs kommun. Han deltog aktivt i kommundelningen 1995, då Lekebergs kommun frigjordes från Örebro kommun och är även aktiv i Lekebergsrevyn.

## Publikationer
- Digital Signal Processing – DSP & Applications
- ESD – elektrostatiska urladdningar
- Digital Signal Processing and Applications
- Cyfrowe przetwarzanie sygnatow
- Lekeberg 10 år – Hur man frigör en kommun
- Från Rådlöst till Shakespeare – Lekebergs Revysällskap 10 år